# Brightwell (Suffolk)
Bramfield is een plaats en civil parish in het bestuurlijke gebied Suffolk Coastal, in het Engelse graafschap Suffolk. In 2001 telde het dorp 57 inwoners.